# Glaphyromorphus cracens
Glaphyromorphus cracens — вид сцинкоподібних ящірок родини сцинкових (Scincidae). Ендемік Австралії.

## Поширення і екологія
Glaphyromorphus cracens мешкають на північному сході Квінсленду, на західних схилах Великого Вододільного хребта. Вони живуть в евкаліптових лісах і рідколіссях, серед опалого листя, під поваленими деревами, серед каміння і скель.